# Šentjurij na Dolenjskem
Šentjurij na Dolenjskem este o localitate din comuna Mirna Peč, Slovenia, cu o populație de 73 de locuitori.